# La Praiola
La Praiola is een klein Italiaans eiland voor de westelijke kust van het eiland Capraia in de Straat van Corsica. Het onbewoonde eiland wordt geografisch tot de Toscaanse Archipel gerekend en maakt zoals een groot deel van deze eilandengroep deel uit van het nationaal park Parco Nazionale Arcipelago Toscano.
Op het eiland komt een zeldzame slakkensoort voor uit de familie der Hygromiidae (orde der Stylommatophora), de Tyrrheniellina josephi. De slak komt naast het eiland Praiola alleen in de Golfo degli Aranci (letterlijk: Golf van de Sinaasappelen) bij Sardinië voor.